# Parament z Narbonne
Parament z Narbonne – obraz z epoki późnego średniowiecza przypisywany Mistrzowi Paramentu z Narbonne.
Obraz został wyrysowany inkaustem, en girsaille, na tkaninie – białym adamaszkowym jedwabiu. Obraz ukazuje w głównym polu Pasję Chrystusa:Ukrzyżowanie (pośrodku), Pojmanie Chrystusa, Biczowanie i Niesienie Krzyża (po lewej), Opłakiwanie, Zstąpienie do otchłani i Noli me tangere (po prawej). Pomiędzy scenami znajdują się wizerunki pary monarszej i patronów. Obraz został odkryty na początku XIX wieku w katedrze Saint-Juste w Narbonne i  wykonany ok. 1375-1378/1380 roku.
Pierwotnie obraz pełnił funkcje ozdobną zawieszoną nad ołtarzem imitującą „nastawę ołtarzową”. Był zawieszany w okresie wielkanocnym. Na obrazie widoczny jest monogram „K” i portret królewski co świadczy, że powstał na zlecenie króla. Jako przykład stylu gotyku międzynarodowego wyróżnia się miękkim modelunkiem szat i ciał podobną do twórczości miniatorskiej Jeana Pucell'a a głównie do Godzinek Jeanne d'Evreux również stworzonych metodą grisaille i wykonanych pod widocznym wpływem sztuki włoskiej (przestrzenność kompozycyjna i plastyczności figur).